# 1812 en architecture
| Années de l'architecture : 1809 - 1810 - 1811 - 1812 - 1813 - 1814 - 1815    |
| Décennies de l'architecture : 1780 - 1790 - 1800 - 1810 - 1820 - 1830 - 1840 |

Cet article présente les faits marquants de l'année 1812 en architecture.

## Réalisations
- Construction de l'Egyptian Hall à Londres par Peter Frederick Robinson.
- Construction du théâtre de Drury Lane à Londres par Benjamin Dean Wyatt.
- Début des travaux de la Regent Street à Londres par John Nash.
- Maison Zekate à Gjirokastër, en Albanie.

## Récompenses
- Prix de Rome : Tilman-François Suys.

## Naissances
- 5 février : Jakob Hochstetter († 25 avril 1880)
- 1er mars : Augustus Pugin († 14 septembre 1852).
- 9 novembre : Paul Abadie († 3 août 1884).
- Samuel Sanders Teulon († 1873).